# Helvella leucomelaena
Helvella leucomelaena es una especie de hongo de la familia Helvellaceae del orden Pezizales. Se caracteriza por la coloración blanca de su estípite.

## Descripción
El píleo en forma de copa del cuerpo fructífero mide hasta 3 centímetros de ancho. La superficie exterior del píleo es color marrón negruzco cerca de la cima, y el color se vuelve blanco cuando se acerca a la raíz; la superficie interior de la copa es negruzca. El estípite puede medir hasta 4 centímetros de largo por 0.5 centímetros de grosor.

## Distribución
En América del Norte, este hongo es raro, pero ha sido recolectado en California, Alaska, y las Montañas Rocosas. También ha sido encontrado en Europa y América del Sur. Típicamente crece en bosques de coníferas, y el estípite puede estar oculto por hojas o puede estar parcialmente enterrado en la tierra.

## Comestibilidad
El consumo de este hongo no es recomendado ya que especies similares de la familia Helvellaceae contienen la toxina giromitrina.